# La Concubine de l'hémoglobine
Singles de MC Solaar
Séquelles
(1994) Paradisiaque
(1997)
La Concubine de l'hémoglobine est un single de MC Solaar sorti en février 1995 et le dernier extrait de son album Prose combat.

## Genèse
La chanson est un « long et triste constat des folies guerrières […] ». Solaar, à l'époque, expliquait au Nouvel observateur: « Hémoglobine, concubine, j'avais ces deux mots dans la tête, que je voulais absolument placer. Le rapport était encore très vague. Quand j'ai trouvé dans un journal l'expression « progrès dans l'élimination », tout s'est déclenché : la guerre, le sang, etc. ».

## Accueil
La Concubine de l'hémoglobine est resté classé une semaine au Top 50 à la 48e place le 4 février 1995, avant de revenir un mois plus tard, à la 42e place, pour une seule semaine.

## Liste des titres
1. La Concubine de l'hémoglobine – 4:50
2. Zigzag de l'aisé – 3:51
3. Represent – 6:58

## Classement
| Classement (1995) | Meilleure position |
| ----------------- | ------------------ |
| France (SNEP)     | 42                 |